# Aldabrinus
Genre
Aldabrinus est un genre de pseudoscorpions de la famille des Garypinidae.

## Distribution
Les espèces de ce genre se rencontrent aux Seychelles, au Mozambique et aux États-Unis en Floride,.

## Liste des espèces
Selon Pseudoscorpions of the World (version 3.0) :
- Aldabrinus aldabrinus Chamberlin, 1930
- Aldabrinus floridanus Muchmore, 1974

## Publication originale
- Chamberlin, 1930 : A synoptic classification of the false scorpions or chela-spinners, with a report on a cosmopolitan collection of the same. Part II. The Diplosphyronida (Arachnida-Chelonethida). Annals and Magazine of Natural History, sér. 10, vol. 5, p. 1-48 & 585-620.